# ديفيد ويلسون (لاعب اتحاد الرغبي)
ديفيد ويلسون (بالإنجليزية: David Wilson)‏ هو لاعب اتحاد الرغبي أسترالي، ولد في 4 يناير 1967 في بريزبان في أستراليا.

## وصلات خارجية
- دايفيد ويلسون على موقع دوري الرغبي الممتاز (الإنجليزية)
- دايفيد ويلسون عل موقع إسبنسكروم (الإنجليزية)
- دايفيد ويلسون على موقع ItsRugby.co.uk (الإنجليزية)